# Koppelflöte
Koppelflöte egy orgonaregiszter. Magyar megfelelője a kupakos fuvola, francia nyelvterületen coppel flüte néven találkozhatunk vele. Általában barokk és romantikus orgonákra is készült(t), 8’, 4’ és 2’ magasságban, kevertként soha. Anyaga kizárólag ón. Jellegét tekintve nyitott, csonkakúp alakú toldalékkal. Hangja puha és fátyolos.